# Кечмания 33
КечМания 33 е 33-тия подред КечМания кеч pay-per-view турнир и WWE Network събитие, продуцирано от WWE. Провежда на 2 април 2017 в Кампинг Уърлд Стейдиъм в Орландо, Флорида.
Това е общ турнир на Първична сила и Разбиване, първата от КечМания 27 през 2011, след като разделянето на марките спира същата година, но се възстановява през юли 2016.
Тринайсет мача се провеждат по време на събитието, включително три в предварителното шоу. Това е първата КечМания след КечМания 29 през 2013, включваща два мача за световна титла: на Първична сила – Универсалната титла, която се защитава за пръв път и на Разбиване – Титлата на WWE. В главниячас мач, Роман Рейнс побеждава Гробаря в мач без ограничения коствайки на Грабаря втора загуба на КечМания; този мач е вероятно неговия последен. В други мачове, Брок Леснар побеждава Голдбърг, ставайки новия Универсален шампион електронен и Ренди Ортън побеждава Брей Уайът, печелейки своята девета Титла на WWE. Събитието също е известно с необявеното завръщане на Харди бойз, които печелят Отборните титли на Първична сила. Това е първата КечМания, продължаваща през полунощ в източните щати, довеждайки до двудневно излъчване на едно събитие.
WWE обявяват, че публиката се състои от 75 245 души по време на събитието. Това число е оспорено, след като от The A.V. Club пишат, че това е „почти сигурно фалшиво число“ тъй като WWE „има репутацията за увеличаване на публиката – като Винс Макмеън казва, че фалшивата публика е за развлекателна цел“, докато кеч журналиста Дейв Мелцер го описва като „тотално измислено число, дори повече от обикновено“.

## Продукция

### Заден план
КечМания е водещото събитие на WWE, сравнявано като Супербоула на развлекателния спорт. Това е втората КечМания, провела се в Camping World Stadium, където се провежда и КечМания 24 през 2008 под предишното име на стадиона, Orlando Citrus Bowl, и третата, провела се в щата Флорида, след като втората е КечМания 28 през 2012. Билетите започват продажба на 18 ноември 2016, където един билет струва от $38 до $2130. На 31 октомври 2016 пакетите за пътуване, вариращи с настаняване от $950 до $5900 за един човек са продадени. Нови абонати на WWE Network могат да гледат събитието без допълнително заплащане. Двучасово предварително шоу се проведе преди главното шоу, като втория час се провежда и по USA Network. На 20 февруари 2017, е потвърдено че Нов Ден (Големият И, Кофи Кингстън и Ксавиер Уудс) ще са водещите на КечМания 33.
Четирите официални песни за събитието са „Greenlight“ (на Pitbull, Flo Rida и LunchMoney Lewis), „Like a Champion“ (на Danger Twins), „Flame“ (на Tinashe) и „Am I Savage?“ (на Metallica). Pitbull, Flo Rida и LunchMoney Lewis изпълняват „Greenlight“ по време на шоуто, като Pitbull също изпълнява „Options“ със Stephen Marley. Тинаши изпълнява „America the Beautiful“, започвайки КечМания. Предварителното шоу се излъчва по WWE Network, WWE.com, Facebook, Google+, Pinterest, и YouTube, като USA Network се присъединява за втория час.
Започвайки с КечМания 32, изглежда че ще се проведе мач между Грамадата и Шакил О'Нийл от NBA. Шак неочаквано участва в Кралската битка в памет на Андре Гиганта за 2016, където двамата се срещат, но са елиминирани от останалите участници. През юли на Наградите на ESPY за 2016, Грамадата и Шак отново се срещат, този път на червения килим. Мач между тях е продложен за КечМания 33. През януари 2017, двамата започват да се провокират взаимно, поствайки в социалните мрежи различни клипове, в които тренират, приготвяйки за неофициалния мач. Тогава Грамадата започва да се съмнява за отговорността на Шак за мача. В края на февруари, Шак споделя, че изглежда, че мача им няма да се случи, но той продължава да тренира за всеки случай. На следващата седмица, Шак казва, че отново е разговарял с WWE. Обаче, става ясно, че плановете за мача са приключили след като Грамадата става един от участниците в Кралската битка в памет на Андре Гиганта за 2017. Според Дейв Мелцер от Wrestling Observer Newsletter, мачът е прекратен, поради парични причини; и двамата не се съгласяват със сделката. Грамадата споделя, че той наистина е искал този мач, особено след като това може би е неговата последна КечМания и обвинява теглото на Шак за причината, от която от отстъпва.
Според Дейв Мелцер през януари 2017, мач за КечМания 33 между Джон Сина и Гробаря е прекратен, след като Винс Макмеън има „различно виждане за шоуто и мислене [за] бъдещето, не за миналото.“

### Сюжети
Кеч мачове на КечМания ще включват различни борци, играещи образи в сценични събития, предварително решени от водещата компания WWE. Сюжети между героите се преиграват от главните телевизионни шоута на WWE, Първична сила, Разбиване и шоуто на полутежката дивизия 205 На живо.
Победителят на Кралското меле получава шанс за световна титла в главния мач на КечМания. След завръщането на разширяването на марките в средата на 2016, компанията отново има две световни титли, и победителят в мелето получава шанс за Универсалната титла на WWE в Първична сила или за Титлата на WWE в Разбиване. Ренди Ортън печели мача за 2017, за втори път в своета кариера, предизвиквайки за Титлата на WWE, след като той е от Разбиване. На Клетка за елиминация съотборника на Ортън от Семейство Уайът, Брей Уайът печели мача в Елиминационната клетка и става новия шампион на WWE. На следващия епизод на Разбиване, Уайът запазва титлата срещу Джон Сина и Ей Джей Стайлс. Ортън излиза и обявява, че отказва да се бие срещу Уайът на КечМания заради преданоста си към него. Впоследствие, Главния мениджър на Разбиване Даниъл Брайън урежда мач Кралска битка между 10 души за следващия епизод, определящ претендент за Уайът на КечМания. Мачът завършва с равенство, когато Стайлс и Люк Харпър докостват пода едновременно; Стайлс побеждава Харпър на следващата седмица и става главният претендент за титлата. Обаче накрая на епизода Ортън се появява на екрана, прекъсвайки Уайът, намирайки се в неговата къща, където се намира и гробището на Сестра Абигейл, която Уайът следва, кръщавайки своя завършващ ход на нея. Ортън казва, че той вече не е част от Семейство Уайът и че се е присъединил, само за да го унищожи отвътре (Ортън се присъединява през октомври 2016, след като не успява да го победи в няколко мача). Тогава Ортън подпалва къщата, карайки Уайът да получи нервен срив, казвайки на Уайът, че идва за Титлата му на КечМания. Заради объркването Даниъл Брайън и Пълномощника на Разбиване Шейн Макмеън решават, че Ортън ще се бие срещу Стайлс на 7 март, на следващия епизод на Разбиване в мач, определящ категоричния главен претендент на Уайът за КечМания, в който Ортън побеждава Стайлс. В епизода на 14 март, Ортън е прекъснат от Уайът, който твърди, че притежава силите на Сестра Абигейл, покривайки лицето си с прахта ѝ. следващата седмица, Харпър предупреждава Ортън за новите „сили“ на Уайът, но казва, че ще се бие срещу него на следващия епизод на Разбиване. По-късно Ортън е нападнат зад кулисите от последователите на Уайът, докато Уайът му прави тъмен ритуал. На последното Разбиване преди КечМания, след като Уайът побеждава Харпър, Ортън се появява на екрана, твърдейки че е унищожил силите на Сестра Абигейл.
На КечМания 20 през 2004, Голдбърг побеждава Брок Леснар в техния пръв мач един срещу друг. И двамата напускат компанията след събитието, но Леснар се завръща през 2012. След дванайсет години Голдбърг се завръща през 2016 и започва вражда с Леснар, след като са част от видеоиграта WWE 2K17, която включва Леснар на обложката и Голдбърг като бонус в предварителното поръчване. Това води до мач на Сървайвър, в който Голдбърг засрамва Леснар, като го побеждава за минута и 26 секунди. След това и двамата участват в Кралското меле; Леснар влиза под номер 26 и елиминира няколко кечиста, преди влизането на Голдбърг под номер 28, който отново засрамва Леснар като го елиминира бързо от мача; след това Голдбърг е елиминиран от Гробаря
. На следващата Първична сила Леснар и Пол Хеймън предизвикват Голдбърг на мач на КечМания 33. На следващата седмица, Голдбърг приема предизвикателството на Леснар. Преди мача им на КечМания Голдбърг се бие срещу Универсалния шампион на WWE Кевин Оуенс за титлата на Бързата лента на 5 март. На 20 февруари, Първична сила Леснар и Хеймън казват в интервю, че ако Голдбърг спечели Универсалната титла, Леснар ще го предизвика за нея на КечМания, като това ще бъде поредното нещо, което Леснар ще покори. Голдбърг се появява на следващия епизод и му отвръща, като обещава, че ще победи Оуенс и ще стане Универсален шампион, защитавайки титлата срещу Ленсар на КечМания 33. На Бързата лента, Голдбърг спазва обещанието си и побеждава Оуенс, ставайки Универсален шампион, правейки мача му срещу Леснар на КечМания за Универсалната титла. На следващата вечер на Първична сила, Леснар прекъсва Голдбърг и предлага да се ръкостискат, за да го поздрави за победата; Голдбърг отказва. Хеймън твърди, че на КечМания Голдбърг ще бъде „Кучката на Леснар“, а Леснар му прави F-5. На следващата седмица, Леснар и Хеймън натякват за това F-5, след което Хеймън казва, че Леснар ще направи „най-великото отмъстително отвръщане в историята на развлекателния спорт“. На последната Първична сила преди КечМания, Голдбърг и Леснар се срещат за последен път преди мача им, където Голдбърг прави копие на Леснар.
През 2014 Щит (Сет Ролинс, Дийн Амброуз и Роуман Рейнс) враждуват с Еволюция (Трите Хикса, Ренди Ортън и Батиста. След като Щит победжават Еволюция на Екстремни правила и Разплата, Батиста оставя Еволюция и WWE. Трите Хикса разкрива своя „план Б“: Сет Ролинс. Ролинс атакува Амброуз и Рейнс и се присъединява към Началниците, ставайки злодей. Ролинс става важна ачст от Началниците за следващата година: той печели Световната титла в тежка категория на WWE (сега Титлата на WWE) на КечМания 31, но е принуден да я предаде през ноември 2015 след като получава травма. Ролинс се завръща през средата на 2016 и става кечист на Първична сила. Той се бие срещу Фин Балър за първата Универсална титла на WWE на Лятно тръшване, но не успява да я спечели. След като Балър предава титлата заради травма, претърпяна на мача на Лятно тръшване, Ролинс се класира за елиминационен мач Фатална четворка за свободната титла. По време на мача, Ролинс се бие срещу Големият Кас, Кевин Оуенс и Роуман Рейнс в мача за титлата, в който завръщащия се Трите Хикса, който не се показва от КечМания 32, помага на Ролинс да елиминира Рейнс, но му прави педигри, позволявайки на Оуенс да спечели титлата. Ролинс не коментира случката до декември, където Ролинс предизвиква Трите Хикса. На 23 януари 2017 на Първична сила по време на мача на Ролинс срещу Сами Зейн, песента на Трите Хикса се пуска, разсейвайки Ролинс и позволявайки на Зейн да спечели мястото на Ролинс в Кралското меле. Сет Ролинс се появява на NXT Завземане: Сан Антонио, предизвиквайки Трите Хикса на мач. Трите Хикса излиза и извиква охраната, която го отстранява от събитието. На следващата Първична сила, Стефани конфронтира Ролинс за появата му на Завземане, съобщавайки че Трите Хикса ще пристигне по-късно същата вечер. Той се появява, споменавайки как Ролинс го разочарова, преди да го извика на ринга. Докато Ролинс излиза на ринга, той е атакуван от кечиста от NXT Самоа Джо, дебютирайки в главния състав. Атаката на Джо върху Ролинс контузва същото коляно, което го изважда от строя предната година. Джо поства в Twitter, че контузването на Ролинс е било част от плана на Трите Хикса. След това Ролинс поства серия от туитове, твърдейки че ще работи по-усилено отвсякога, за да се завърне на ринга и че нищо няма да го спре, докато не победи Трите Хикса. Съобщено е, че Ролинс няма да може да се бие за осем седмици. Ролинс се появява на 27 февруари в Първична сила, говорейки за положението на травмата. Ролинс обвинява себе си, защото е трябвало да се досети, че Трите Хикса ще му обърне гръб. След това добавя, че изглежда, че ще пропусне КечМания. Тогава Трите Хикса излиза заедно със Самоа Джо и казва на Ролинс да не се появява на КечМания, защото ако се появи, той ще го сломи. Впоследствие Ролинс отвъща, че ще бъде на КечМания, дори да е последното нещо, което ще направи. На следващата седмица, се показват видеота, в които Ролинс се възстановява. Трите Хикса отговаря и казва, че Ролинс е арогантен, заради отричането на отказите на докторите и опитите за участие на КечМания. На следващата седмица, Трите Хикса се намесва в спора между Главния мениджър на Първична сила Мик Фоли и Пълномощника на Първична силаСтефани, нападайки Фоли, след което Ролинс излиза, хвърля патерицата си и атакува Трите Хикса. Обаче Трите Хикса надделява и атакува коляното на Ролинс. В епизода на 20 март Фоли е уволнен от мястото му като Главен мениджър заради действията му, а терапевтът на Ролинс, Кевин Уайлк казва, че Ролинс не трябва да се бие на КечМания. По-късно Трите Хикса предизвиква Ролинс на мач без санкции, който не позволява на Ролинс да съди WWE, ако той се нарани отново. На следващата седмица Ролинс подписва договора, правейки мача им официален и се сбива с Трите Хикса.
На Кралски грохот, Гробаря е участник в Кралското меле. Роуман Рейнс, който губи мача за Универсалната титла по-рано същата вечер, влиза в мача под номер 30 и елиминира Гробаря от мача. Двамата се споглеждат, Рейнс казва че сега това е неговата долина; преди Гробаря казва, че това е неговата долина. В епизода на 6 март, на Първична сила, Броун Строуман, който губи от Рейнс на Бързата лента, извиква Рейнс, твърдейки че Рейнс е имал късмет, обаче вместо него излиза Гробаря, който споглежда Строуман, който напуска ринга. Когато Гробаря решава да напусне ринга, се появява Рейнс, който застава срещу Гробаря, казвайки му че Строуман извика него, Мъртвеца и отново добавя, че сега това е неговата долина. Двамата се споглеждат и поглеждат към знака на КечМания. След това Гробаря прави на Рейнс Задушаващо тръшване. На следващата седмица мачът между двамата е уреден за КечМания. В мача му на Първична сила в същата вечер срещу Джиндър Махал гонга на Гробаря, разсейва Рейнс, но Рейнс успява да го победи. След мача, Рейнс извиква Гробаря, обаче вместо него излиза Шон Майкълс, който го предупреждава за Гробаря и да се фокусира. Рейнс приема съвета, но твърди че ще пенсионира Гробаря както Гробаря пенсионира Майкълс на КечМания 26. На следващата седмица, по време на реванша на Рейнс от Бързата лента срещу Строуман, се появява Гробаря. Вместо да атакува Рейнс, Гробаря прави Задушаващо тръшване на Строуман, а Рейнс го изненадва и прави Копие на Гробаря. След като Рейнс напуска ринга, Гробаря се възстановява и прави ключовите бели очи, движение с пръст по врата и изпезване. На последната Първична сила преди КечМания, Гробаря казва, че долината на Рейнс ще се превърне в гробище след КечМания.
На Кралски грохот, Ей Джей Стайлс губи Титлата на WWE от Джон Сина. Стайлс е участник в Елиминационната клетка за Титлата на WWE на турнира Клетка за елиминация, но Пълномощника на Разбиване Шейнс Макмеън също обещава индивидуалния реванш за титлататитлата, ако не успее да я спечели на турнира. На Клетка за елиминация, Брей Уайът елиминира Стайлс и Сина, печелейки титлата. На следващия епизод на Разбиване, Сина иска своя реванш, но е прекъснат от Стайлс, който също иска своя реванш; Брей Уайът побеждава и двамата в мач Тройна заплаха. След като победителят на Кралското меле Ренди Ортън отказва да се бие срещу Уайът, Даниъл Брайън урежда кралска битка между 10 души, определяща главния претендент за титлата. Стайлс участва в Кралската битка, но завърлва наравно с Люк Харпър, когато се елиминират взаимно. Двамата се бият в друг мач за определяне на главния претендент. Стайлс тушира Харпър, но съдията не вижда крака на Харпър на въжето; Шейн възобновява мача, но Стайлс отново тушира Харпър. На края на шоуто обаче Ренди решава да ползва правото да се бие срещу Уайът на КечМания. Шейн и Брайън решават, че Стайлс трябва да се бие в друг мач за главен претендент срещу Ортън, който Ортън печели. След мача, вбесен Стайлс се развиква на Шейн зад кулисите. На следващата седмица Стайлс казва, че му е омръзнало от Брайън и Шейн. Казва, че заради тях той няма мач на КечМания. По-късно зад кулисите, Стайлс напада Шейн и чупи стъкло на кола с него; впоследствие Стайлс е уволнен от Брайън. Обаче на края на шоуто Шейн казва, че той ще се бие срещу Стайлс на КечМания. На края на следващия епизод, Шейн извиква Стайлс, двамата се сбиват, което завършва със Скока на съдбата от Шейн на Стайлс върху коментаторската маса. На следващата седмица, двамата подписват договор за мача им, разменяйки обиди.
В средата на 2016, Крис Джерико и Кевин Оуенс създават отбор и си помагат взаимно. С помощта на Джерико, Оуенс печели Универсалната титла, Съюзяването им води до тяхното сприятеляване. Джерико създава „Списъкът на Джерико“, добавяйки хора в него, мислейки ги за „глупави идиоти“. Джерико помага на Оуенс да запазва титлата срещу Сет Ролинс на Сблъсъкът на шампионите, и на Ад в клетка. След това Оуенс и Джерико стават капитаните на Отбор Първична сила на Сървайвър, но губят мача. На следващата вечер, на Първична сила, Джерико за малко да обвини Оуенс за използването на списъка му като оръжие. Оуенс се защитава, като казва че се е опитал да предпази Джерико от елиминация. Тогава и двамата се съгласяват, че вината за загубата е на Ролинс и Роуман Рейнс. Впоследствие Ролинс получава още един шанс за титлата, Джерико отново се намесва. На следващата седмица, Рейнс предизвиква Оуенс за титлата, но без помощта на Джерико; Оуенс твърди че не се нуждае от Джерико и мача се урежда за Препятствие на пътя: Прекратяване. На събитието Джерико атакува Оуенс с Дешифратор, водейки дисквалификация. Джерико, обаче разкрива, че това е плана, за да може Оуенс да запази титлата. Двамата предизвикват Рейнс за неговата Титла на Съединените щати на WWE през следващите седмици, водейки до мач с хандикап, в който Джерико печели титлата. Рейнс получава реванш за титлата, но губи след намеса от Оуенс. На Кралски грохот, Рейнс получава мач за Универсалната титла, където Джерико е заключен в клетка над ринга. Въпреки това, Оуенс запазва след намеса от Броун Строуман. На 6 февруари, на Първична сила Голдбърг прекъсва Оуенс и Джерико, предизвиквайки Оуенс за Универсалната титла на Бързата лента. Джерико приема мача вместо Оуенс, който става официален, въпреки отказа нан Оуенс. На следващата седмица, Джерико прави „Фестивала на приятелството“, но Оуенс го атакува брутално, отвеждайки го на носилка. За да си отмъсти, Джерико разсейва Оуенс, коствайки мача му срещу Голдбърг и Универсалната титла. На следващата вечер на Първична сила, Джерико казва, че е прецакал Оуенс, заради предателството му и го извиква на ринга, за да обясни защо го е предал. Оуенс казва, че те никога не са били приятели, твърдейки че той само използвал Джерико. Добавя, че е атакувал Джерико, защото е станал безполезен, след като урежда мача срещу Голдбърг вместо него. Джерико предизвиква Оуенс на мач на КечМания. Оуенс казва, че ще приеме ако в мача е заложена Титлата на Съединените щати, което Джерико приема. Оуенс добавя, че преди да получи реванша за Универсалната титла, той ще отнеме Титлата на Съединените щати от Джерико, както Джерико отне неговата Универсална титла. Двамата се сбиват; Самоа Джо се намесва в помощ на Оуенс, а Сами Зейн в помощ на Джерико. Впоследствие, Оуенс побеждава Зейн, а Джо побеждава Джерико чрез отброяване. На следващата седмица, Джерико и Зейн печелят отборен мач чрез дисквалификация срещу Оуенс и Джо, които нападат Зейн, пренебрегвайки съдията; Джерико се опитва да помогне на Зейн, но е надделян от Оуенс, правейки му Страховита бомба. На епизода на 20 март, по време на рубриката на Джерико Незабравими моменти, Джерико разкрива „истинския“ Кевин Оуенс, който го атакува в гръб и унищожава „Списъка на Джерико“. На следващата седмица, Оуенс се бие срещу Сами Зейн в мач без дисквалификации, където ако Зейн загуби, ще бъде уволнен. По време на мача Самоа Джо, който враждува със Зейн, се намесва, помагайки на Оуенс, но Джерико се появява, спира Джо и помага на Зейн да спечели. След това Джерико взема нов списък и добавя името на Оуенс вътре.
На Клетка за елиминация, на 12 февруари Ники Бела и Наталия се сбиват зад кулисите; Наталия тика Ники върху Марис. По-късно същата вечер Миз се опитва да елиминира Джон Сина от мача в Клетката за елиминация, но Сина го елиминира. В епизода на 21 февруари, по време на мача на Ники и Наталия, в който Тушовете важат навсякъде отново отиват зад кулисите, където Наталия отново тика Ники върху Марис, която си връща като я удря с тръба, коствайки мача на Ники. В главния мач на същия епизод, Сина елиминира Миз, който се връща и елиминира Сина. След това Сина е гост на Miz TV, където Миз критикува Сина, защото прави същото нещо, което прави Скалата: напуска WWE и отива в Холивуд. Миз казва, че работи усилено, колкото него, но не получава същите възможности, затова го елиминира, попречвайки му да се бие на КечМания, искайки да почувства какво е, както когато Сина го побеждава за Титлата на WWE през 2011. Миз също казва, че Сина получава всичко, което поиска, но Сина отвръща, че ако е така, тогава той щеше да се бие срещу Гробаря. Сина критикува Миз, за копирането на различни кечисти, водейки до шамар от Марис на Сина, след обидите над мъжа ѝ. Тогава Ники излиза, а Марис и Миз напускат ринга. На следващата седмица, Миз и Марис нападат Сина и Ники, след мача им. Миз казва, че е отегчен от лъжите на Сина и че връзката му с Ники също е лъжа. Впоследствие, на Говорейки направо, Миз и Марис казват, че Ники в тук, заради Сина, и че им завижда, защото Сина никога няма да се ожени за нея. Следващата седмица Миз и Марис продължават с обидите към Сина и Ники, които излизат на ринга, което ги кара да напуснат ринга. Тогава Даниъл Брайън излиза и казва, че щом той не може да се бие срещу Миз, който го обижда с месеци, Миз и Марис ще се бият срещу Сина и Ники на КечМания; това е първият мач на Марис от 2011. На следващия епизод, Миз и Марис се подиграват с реалити шоуто на Сина и Ники, Тотал Белас, показвайки „неизлъчени кадри“. На 27 март Сина е гост на шоуто Днес на NBC и обявява, че Ал Роукър ще бъде специалния говорител преди мача. На последното Разбиване преди КечМания, Миз и Марис показват още „неизлъчени кадри“ от Тотал Белад. След това Миз и Марис обиждат Сина още повече, включително за това, че не иска деца. Сина отвръща, питайки колко деца имат Миз и Марис. Сина добавя, че въпреки че отсъства, за да снима филми, той се връща в WWE, когато приключва, както правят Миз и други кечисти. Сина нарича Марис, че не е нужна на шоуто и че отново е в WWE, защото Миз се е молил за това. Сина и Ники добавят, че ще победят Миз и Марис на КечМания.
На Препятствие на пътя: Прекратяване, Шарлът Светкавицата побеждава Саша Банкс, печелейки своята рекордна четвърта Титла при жените на Първична сила, прекратявайки тяхната дълга вражда, с добавено условие, че докато една от е шампионка, другата няма право да я предизвиква за титлата. След това Светкавицата започва да враждува с Бейли, водейки до мач на Кралски грохот, където Светкавицата запазва титлата. На следващата вечер, Бейли тушира Светкавицата в отборен мач, което води до реванш на 13 февруари, на Първична сила, където Бейли побеждава Светкавицата и става новата шампионка при жените на Първична сила, с помощта на Банкс. На следващата седмица, Стефани Макмеън конфронтира Бейли, казвайки ѝ че трябва да предаде титлата, заради намесата на Банкс, но Бейли отказва. Шарлът излиза и използва своя реванш за Бързата лента, където Бейли запазва титлата, след намеса от Банкс, което прекратява серията от победи в индивидуални мачове на турнири на Шарлът. На следващата вечер, Банкс казва на Бейли, че трябва да се бият на КечМания, тъй като това е била тяхната мечта. Светкавицата ги прекъсва и твърди, че тя трябва да се бие срещу Бейли, заради намесите на Банкс, добавяйки че Банкс се преструва на нейна приятелка и че се намесва, заради условието на Препятствие на пътя. Тогава Главния мениджър Мик Фоли обявява, че Шарлът и Банкс ще се бият в мач, определящ опонентката на Бейли. Обаче, Стефани променя тези планове. Тя запазва Шарлът в мача за титлата на КечМания, позволявайки на Банкс да участва в него, само ако победи Бейли същата вечер. Банкс побеждава Бейли, правейки мача за Титлата при жените на Първична сила от вида Тройна заплаха. На следващата седмица, Банкс побеждава протежето на Светкавицата, Дейна Брук. Светкавицата излиза и започва да вика на Брук, която атакува Шарлът. По-късно Бейли побеждава Ная Джакс чрез дисквалификация след като Джакс продължава да удря Бейли в ъгъла, въпреки отброяването от съдията. На следващата седмица Стефани дава на Ная мач без дисквалификации, който ако спечели, ще бъде добавена в мача за титлата на КечМания. Ная побеждава Бейли, правейки мач за Титлата при жените на Първична сила от вида Мач Фатална четворка. На последната Първична сила преди КечМания, Бейли и Саша побеждават Шарлът и Ная в отброен мач; след мача Джакс пребива останалите и накрая е единствената изправена.
В предварителното шоу на Кралски грохот, Люк Галоус и Карл Андерсън побеждава Сезаро и Шеймъс и печелят Отборните титли на Първична сила. Сезаро и Шеймъс получават реванш, но губят заради намеса от Ензо Аморе и Големият Кас. На 20 февруари Ензо и Кас побеждават Сезаро и Шеймъс, получавайки мач за титлите на Бързата лента, където Галоус и Андерсън остават шампиони. На следващата вечер се провежда реванш, но Сезаро и Шеймъс се намесват, коствайки титлите на Ензо и Кас. По-късно, Мик Фоли обявява, че Ензо и Кас ще се бият срещу Сезаро и Шеймъс; победителите в мача ще се бият срещу Галоус и Андерсън на КечМания. Обаче по време на мача Галоус и Андерсън нападат Шеймъс и Кас, водейки до двойна дисквалификация. Впоследствие Мик Фоли урежда Галоус и Андерсън да защитават титлите срещу двата отбора на КечМания. На следващата седмица, Пълномощника на Първична сила Стефани Макмеън уволнява Фоли и заради приятелството му със Сезаро и Шеймъс, им нарежда да се бият срещу Галоус, Андерсън, Ензо и Кас в мач с хандикап 2 срещу 4, който ако загубят ще бъдат извадени от мача за титлите на КечМания; По време на мача Галоус и Андерсън атакуват Ензо и Кас, позволявайки на Сезаро и Шеймъс да спечелят мача и да запазят мача Тройна заплаха на КечМания. Зад кулисите на следващия епизод, Галоус и Андерсън атакуват Сезаро и Шеймъс със стълба. На ринга, Галоус и Андерсън се опитват да атакуват Ензо и Кас, но Сезаро и Шеймъс се възстановяват и също ги нападат със стълба. И трите отбора се сбиват, но накрая шампионите са единствените изправени. Впоследствие мача за Отборните титли на Първична сила става от вида Отборен мач Тройна заплаха със стълби.
На Клетка за елиминация, Наоми побеждава Алекса Блис и печели Титлата при жените на Разбиване, но се контузва и предава титлата, тъй като не може да я заложи до 30 дни. Тогава Блис настоява за титлата, тъй като не може да се бие срещу Наоми в реванш. Главния мениджър на Разбиване Даниъл Брайън, урежда мач за свободната титла между Блис и Беки Линч, който Блис печели. На 7 март Блис твърди, че тя е най-добрата кечистка на Разбиване. Тогава Линч излиза, предизвиквайки Блис за титлата на КечМания, последвана от Наталия, която също я предизвиква, но Блис отказва. Приятелката на Блис, Мики Джеймс, казва че тя ще бъде опонентката ѝ на КечМания, което изненадва Блис. Даниъл Брайън излиза и казва, че щом Блис е най-добрата, той урежда мач на КечМания, в който може да го докаже, залагайки титлата срещу всяка свободна кечистка на Разбиване, вепреки че Блис отказва. Блис и Джеймс побеждават Линч и Наталия в отборен мач; Джеймс обръща гръб на Блис след мача. На следващата седмица, Линч побеждава Наталия, но и двете са атакувани от Кармела, която твърди, че ще бъде новата шампионка при жените на Разбиване. По-късно Джеймс побеждава Блис. На епизода на 21 март, Наталия се намесва в мача на Кармела и Линч. След това Джеймс излиза, последвана от Блис и всички жени се сбиват; Накрая Блис е единствената изправена. На последното Разбиване преди КечМания, Кармела побеждава Линч, когато Джеймс и Блис се намесват. Това превръща мача е отборен, където Блис и Кармела побеждават Джеймс и Линч. Тогава Наоми се завръща и атакува всяка, включително Наталия, която също се намесва. Тогава обявява, че ще участва в мача за титлата, правейки мача от вида Шесторно предизвикателство.
На Клетка за елиминация, по време на мача в Елиминационната клетка за Титлата на WWE Интерконтиненталния шампион на WWE Дийн Амброуз превърта Барън Корбин и го елиминира от мача. Бесен, Корбин атакува Амброуз и му прави Края на дните преди да излезе от клетката; впоследстви Миз елиминира Амброуз. следващия епизод на Разбиване, Амброуз търси Корбин, за да си отмъсти, но е нападнат от Корбин, докато излиза за мача му срещу Джеймс Елсуърт. Амброуз и Корбин участват в кралската битка за главен претендент за Титлата на WWE, където Амброуз елиминира Корбин. Корбин отново се вбесява и прави на Амброуз Края на дните; впоследствие Амброуз е елиминиран от мача. През следващите седмици Амброуз извиква Корбин, но вместо това е нападан зад кулисите. На епизода на 14 март, Корбин предизвиква Амброуз за Интерконтиненталната титла на КечМания. На следващата седмица, Амброуз разсейва Корбин по време на мача му срещу Ортън, коствайки му загуба. Накрая Амброуз приема предизвикателството и му прави Мръсната работа. Мачът е преместен за предварителното шоу на КечМания.
На Бързата лента, Невил запазва Титлата в полутежка категория на WWE, побеждавайки Джак Галахър. На следващата вечер, на Първична сила Невил отново запазва титлата, срещу Рич Суон в реванша на Суон от Кралски грохот. След мача, Невил твърди, че никой от полутежката дивизия бе може да се сражава с него. Остин Ейрис, който отсъства от участие, заради травма, отрича и напада Невил, показвайки възнамерения да стане шампион в полутежка категория. В епизода на 13 март, на Първична сила е обявено, че ще се провежда елиминационен мач Фатална петорка между Ейрис, Ти Джей Пъркинс, Тони Нийс, Акира Тозауа и Брайън Кендрикът е уреден за следващия епизод на 205 На живо определящ опомента ан Невил за титлата на КечМания, Ейрис печели мача. и мача им става официален за предварителното шоу на КечМания 33. Двамата разменят обиди през следващите седмици и на последното 205 На живо преди КечМания, Невил напада Ейрис и си тръгва преди Ейрис да отвърне.
В епизода на 7 март на Разбиване, Моджо Роули обявява, че той е първия участник в четвъртата Кралска битка в памет на Андре Гиганта. Впоследствие на Говорейки направо, Аполо Крус обявява, че и той участва в мача. В епизода на 13 март, на Първична сила, след като плановете за мач срещу Шакил О'Нийл се оттеглят, е обявено че Грамадата ще участва в Кралската битка. На следващата седмица, Кърт Хокинс от Разбиване обявява участието си. На епизода на 27 март на Първична сила, Броун Строуман, Златната истина (Златен прах и Ар Труф), Блестящите звезди (Примо и Епико), Къртис Аксел, Бо Далас и Джиндър Махал са обявени за кралската битка. По-късно, Сами Зейн побеждава Кевин Оуенс в мач без дисквалификации и се класира за кралската битка. След това е потвърдено, че мача ще се проведе по време на предварителното шоу. На 28 март, на Разбиване, Хийт Слейтър, Райно, Американ алфа (Чад Гейбъл и Джейсън Джордан), Брийзанго (Тайлър Брийз и Фанданго), Долф Зиглър и Отборните шампиони на Разбиване Братя Усо (Джей и Джими Усо) са добавени в мача. На 30 март, Марк Хенри е добавен в мача, както и Тиан Бинг от NXT, който е първия китайски кечист на WWE. На 1 април, Килиан Дейн от NXT е добавен в мача.

## Събитие
| Роля:                 | Име:                                                          |
| --------------------- | ------------------------------------------------------------- |
| Английски коментатори | Майкъл Коул (Първична сила/Кралска битка и главен мач)        |
| Английски коментатори | Кори Грейвс (Първична сила/полутежка дивизия)                 |
| Английски коментатори | Байрън Сакстън (Първична сила/Кралска битка)                  |
| Английски коментатори | Том Филипс (Разбиване/Полутежка дивизия)                      |
| Английски коментатори | Джон „Брадшоу“ Лейфилд (Разбиване/Кралска битка и главен мач) |
| Английски коментатори | Дейвид Отунга (Разбиване)                                     |
| Английски коментатори | Джим Рос (Главен мач)                                         |
| Английски коментатори | Джери Лоулър (Смесен отбрен мач)                              |
| Испански коментатори  | Карлос Кабрера                                                |
| Испански коментатори  | Марсело Родригез                                              |
| Немски коментатори    | Себастиан Хакл                                                |
| Немски коментатори    | Карстен Шаефер                                                |
| Говорители            | Грег Хамилтън (Разбиване)                                     |
| Говорители            | ДжоДжо (Първична сила)                                        |
| Говорители            | Ал Роукър (Смесен отборен мач)                                |
| Интервюери зад кадър  | Чарли Карусо                                                  |
| Интервюери зад кадър  | Мария Менунос                                                 |
| Предварително шоу     | Рене Йънг                                                     |
| Предварително шоу     | Букър Ти                                                      |
| Предварително шоу     | Джери Лоулър                                                  |
| Предварително шоу     | Шон Майкълс                                                   |
| Предварително шоу     | Лита                                                          |

### Предварително шоу
Три мача се провеждат по време на двучасовото Предварително шоу на КечМания.
В първия мач, Невил защитава своята Титла в полутежка категория на WWE срещу Остин Ейрис. В края на мача, Ейрис прави Последния капан на Невил, но Невил бърка в очите на Ейрис, измъква се и му прави Червената стрела, запазвайки титлата си.
Втория мач, е Кралската битка в памет на Андре Гиганта. Необявените Калисто, Син Кара, Тайтъс О'Нийл, Водевиланс (Ейдън Инглиш и Саймън Гоч), и Възнесение (Конър и Виктор) също участват, правейки Кралската битка между 33 души. В края на мача, Джиндър Махал се развиква на баскетболиста от Ню Ингланд Патриотс, Роб Гронковски, койточе е част от публиката Това кара Гронковски да влезе на ринга и да се сбие с Махал. Тогава Моджо Роули елиминира Махал и печели мача.
Накрая, Дийн Амброуз защитава Интерконтиненталната титла срещу Барън Корбин. В края на мача, Корбин се опитва да направи Краят на дните на Амброуз, но Амброуз отвръща и му прави Мръсната работа, запазвайки своята титла.

### Главно шоу
Главното шоу започва с водещите, Нов ден, които са облечени като герои от Final Fantasy XIV: Stormblood, спонсора на събитието. Излизат на ринга и подгряват публиката.
В първия мач, Ей Джей Стайлс се бие срещу Шейн Макмеън. По време на мача, Стайлс прави 450° тръшване от въжетата на Шейн, но Шейн обръща ход в триъгълно задушаване на Стайлс, който се измъква и прави Стиловия сблъсък с една ръка, но не успява да го тушира. След като съдията е повален, Стайлс се опитва да направи Бряг-към-Бряг на Шейн, който напада Стайлс с металния кош. Тогава Шейн прави Бряг-към-Бряг с метален кош на Стайлс, но Стайлс се надига. Шейн прави на Стайлс Скока на съдбата през коментаторската маса, но Стайлс се маха от нея, така че Шейн пропуска и чупи масата. Когато Стайлс се опитва да направи Феноменална предмишница на Шейн, Шейн му прави Де Де Те. Мача приключва, когато Шейн се опитва да направи Падаща звезда на Стайлс, но Стайлс се премества, прави Феноменална предмишница на Шейн и печели мача.
След това, Крис Джерико защитава Титлата на Съединените щати срещу Кевин Оуенс. В началото на мача, Оуенс опитва да направи Страховита бомба на Джерико, но Джерико се измъква и му прави Лъвско салто, но Оуенс се надига. Оуенс му прави неговия ход, Стените на Йерихон, обаче Джерико се измъква. След това му прави бомба, но Джерико се надига. Когато Оуенс опитва втора бомба, Джерико му прави Дешифратор, обаче Оуенс докосва въжето с един пръст при отброяването. В края на мача, Оуенс прави на Джерико бомба на ръба на ринга и го тушира, печелейки своята първа Титла на Съединените щати.
След това, Бейли защитава Титлата при жените на Първична сила срещу Шарлът Светкавицата, Саша Банкс и Ная Джакс в елиминационен мач Фатална четворка. Бейли, Шарлът и Саша правят тройна бомба на Джакс и трите я елиминират от мачамача. Саша се опитва да направи Банкуването на Шарлът, която се измъква, коствайки Саша да се забие в оголения обтегач, след което Шарлът тушира Саша и я елиминира. Накрая, Шарлът се удря в оголения обтегач, позволявайки на Бейли да направи падащ лакът от горното въже, запазвайки титлата си.
В четвъртия мач, Люк Галоус и Карл Андерсън трябва да защитават Отборните титли на Първична сила срещу Сезаро и Шеймъс, и Ензо Аморе и Големия Кас в отборен мач Тройна заплаха със стълби. Преди мача, обаче водещите Нов ден обявяват, че завръщащите се Харди бойз (Джеф и Мат Харди) ще участват в мача. Мача приключва, когато Мат прави Обрат на съдбата от стълба на Андерсън, а Джеф прави Бомба от стълба през стълби на Шеймъс и Сезаро. Мат откача титлите, печелейки ги за първи път като отбор; индивидуално, Джеф за пръв, а Мат за втори път.
По-късно, Джон Сина и Ники Бела се бият срещу Миз и Марис в смесен отборен мач със специален гост говорител Ал Роукър. Мача приключва, когато Сина и Ники правят Удара с кокалчетата на Миз и МарисМарис. След това Сина прави Коригиране на отношенията на Миз, докато Ники прави Рак атака 2.0 на Марис. Сина и Ники тушират Миз и Марис заедно. След мачатова Сина предлага брак на Ники, която приема.
След това, Сет Ролинс се бие срещу Трите Хикса в несанкциониран мач. По време на мача Ролинс прави опитн за педигри, но Трите Хикса му прави Де Де Те на коментаторската маса. Трите Хикса аталува крака на Ролинс, правейки му обратна цифра читири на Ролинс, който се измъква. Трите Хикса се добира до неговия чуктелефон, но Ролинс му прави ензигюри-ритник. Ролинс взима чука, но Стефани Макмеън го отмъква, позволявайки на Трите Хикса да му направиправи педигри, но Ролинс се надигабие. Когато Трите Хикса прави опит за педигри от горното въже, Ролинс се измъква и му прави Цамбурване на финикс, но Трите Хикса се надига. След размяна на удари, Ролинс прави супер-ритник на Трите Хикса, който тика Стефани, която пада от ринга и чупи маса, извън него. Ролинс прави педигри на Трите Хикса и печели мача.
След това, Брей Уайът защитава Титлата на WWE срещу Ренди Ортън. В началото на мача, Ортън се опитва да направи RKO на Уайът, който излиза извън ринга. По време на мача, Уайът кара различни насекоми да се появяват на ринга. Извън ринга, Уайът му прави Сестра Абигейл върху барикадата. Тогава Ортън прави RKO на Уайът. Когато Ортън вкарва Уайът на ринга, Уайътно му прави Сестра Абигейл, но не упява да го тушира. Тогава Ортън прави друго RKO на Уайът и печели своята девета Титла на WWE, първата на КечМания.
След това, Голдбърг защитава Универсалната титла срещу Брой Леснар. Леснар прави три Германски суплеса на Голдбърг, обаче Голдбърг му прави две копия и Леснар излиза от ринга. Тогава Голдбърг му прави копие през барикадата. Голдбърг вкарва Леснар на ринга и прави Крика на Леснар, който е първия човек, надигнал се от копие и Крик. Голдбърг прави опит за четвърто копие, но Леснар го прескача и му прави още седем суплеса. След товатова му прави F-5 и печели своята първа Универсална титла, давайки на Голдбърг първата му чиста индивидуална загуба в кариерата си.
В предпоследния мач, Алекса Блис защитава Титлата при жените на Разбиване срещу Беки Линч, Наоми, Мики Джеймс, Наталия и Кармела в мач Шесторно предизвикателство. Мача приключва, когато Наоми кара Блис да де предаде от Загиваща мисия, печелейки своята рекорд-изравняваща втора Титла при жените на Разбиване.

### Главен мач
В главния мач, Гробаря се бие срещу Роуман Рейнс в обявения мач без ограничения. Джим Рос се връща като специален гост коментатор заедно с Джон „Брадшоу“ Лейфилд и Майкъл Коул. По време на мача, Гробаря прави задушаващо тръшване на Рейнс през коментаторската маса. Рейнс прави копие през друга маса на Гробаря. След това Гробаря прави Последното причастие на Рейнс, но Рейнс се надига. Тогава Рейнс прави два Юмрука на Супермен, но Гробаря му прави задушаващо тръшване на стол, но той отново се надига. Гробаря му прави Надгробен камък и отново се надига. Рейнс прави опит за второ копие, но Гробаря му прави хода за предаване Портата на Ада, но Рейнс се измъква. Рейнс атакува Гробаря със стол и му прави трето копие, но не успява да го тушира. Рейнс прави четвърто копие и отново не успява да го тушира. Рейнс му прави Юмрука на Супермен, и след като пада, Гробаря прави своето ключово издигане, но пада отново. Рейнс прави пето копие и става втория човек, победил Гробаря на КечМания; първия е Брок Леснар, който прекратява неговата серия от победи на КечМания на КечМания 30. След мача Гробаря оставя своите ръкавици, дългото сако и шапка в центъра на ринга, което може би означава, че това е неговия последен мач. След това излизя от роля и целува жена си Мишел Макуул, която е на първия ред сред публиката. В центъра на сцената за влизане, Гробаря поглежда публиката и аи тръгва, вдигайки ръката си.

## Оценяване
КечМания 33 получава смесени ревюта от критиците. Мат Геради и Кевин Панг от The A.V. Club правят ревю заедно. Панг критикува събитието, споделяйки че е било „дълго и изтощително за гледане у дома“, и че мачовете са „нищо, което може да спечели награда за мач на годината“ и че има „минимум“ изненади. Гаради споделя, че събитието е било такова, каквото е очаквал и че „сюжетите са били правилни през цялата вечер“, но е било „значително пренатоварващо шоу“. Геради и Панг се съгласяват, че нищо „няма значение“, защото КачМания „е една история – края на Гробаря“; и двамата се съгласяват, че главния мач е бил „тъжен“, като Панг също добавя, че е бил „грозен“. Докато „съчувствието и изразителността на Шон Майкълс“ правят пенсионирането на КечМания на Рик Светкавицата „трогателно и запомнящо се“, Геради обвинява Рейнс за това, че „едва събра нещо, освен липса на вяра и раздразнение“ като е „било бизнес, както винаги за Голямото куче“. За другите мачове, Панг пише, че мача на Остин и Невил изпълва очакванията му за „най-добрия технически мач“ с „особено убийствения“ край, докато Геради описва мача на Джерико и Оуенс като „наистина здраво обработен с няколко умни, уникални моменти и че история на ринга с всеки ход отвръщане е велика“.
Дейв Мелцер от Wrestling Observer Newsletter описва КечМания 33 като „дълго, но екстремно шоу за гледане“ завършващо с „пенсионирането“ и церемонията на Гробаря, чийто мач е „толкова добър, колкото трябва да се очаква, след като е дълъг“. Мелцер описва, че обаче публиката е била изморена от края на главния мач, че WWE „очевидно са намалили звука“ и „тогава са пуснали фойерверките“. Мелцер описва мача за Универсалната титла като „такъв, какъвто е очакван“ и че „бил перфектен, въпреки че е бил толкова късен“, и че публиката е „полудява от вълнение през цялото време“. За мача на Стайлс и Макмеън, Мелцер коментира, че „има свои моменти, които са грандиозни“, и че „историята е, че Шейн е истински боец и че има голяма заслуга за това“. За мача на Амброуз и Корбин, Мелцер чувства, че е „определено, никой не би си представил, че е мач на КечМания“, докато за мача за Титлата при жените на Първична сила е бил „твърде кратък за елиминационен мач“, а че мача за Отборните титли „не е бил добър, колкото би бил един мач със стълби на КечМания, но публиката се радвала за Хардитата“. Въпреки че WWE „може би са намалили шума от публиката“ по време на годежа на Сина, Мелцер споделя, че е „наистина добро“. Накрая Мелцер споделя, че Роули за победител на кралската битка е „голяма част от основното покритие на Роб Гробковски“.
Джак де Менезес от The Independent пише, че КечМания 33 е „една нощ на емоции от феновете“, особено заради „бруталния край“ на кариерата на Гробаря. След „разочароващия, грешнен начин … в сравнение с други хващащи окото моменти на КечМания“ на Рейнс, де Менезес обсъжда дали „очевидното изгасяне на факлата от WWE“ е „правилното решение“. За другите запомнящи се моменти от вечерта, де Менезес описва завръщането на Харди бойз като „невероятно и триумфално“, мача на Ортън и Уайът като „зловеща и смущаваща афера“, спечелването на титлата на Наоми като „запомнящо се завръщане у дома“, мача на Макмеън и Стайлс като мач „пълен с незабравими моменти“ и годежа на Сина за „немислимо“.
Луис Паез-Пумар от Rolling Stone описва КечМания като „двулична като зодията Близнаци“—първата половина „е жив хибрид на стилове и мачове, които те карат да мислиш, че WWE знае какво прави през цялото време, заедно с неубедителните сюжети“, но след като Трите Хикса се появява, останалото от събитието „е съчетание на бавен екшън, кратки мачове и освирквания“. Той описва, че Гробаря е „трябвало да се пенсионира, когато Серията приключва“, но „доживява за да предаде своето на Рейнс по най-гадния и тъжен начин, който е възможен“. Добавя, че „WWE няма представа как да използват Уакът“, пишейки че Ортън „със сигурност не се нуждае от титлата“ и се осмива на призоваваните от Уайът „прожектирани видеа с гадости“ като „най-тъпия боклук“. Споменава, чече има „свежа кръв или нови идеи“ за двата мача от женската дивизия и че Трите Хикса трябва да се пенсионира, казвайки че „не е участвал в добър мач на КечМания“ от 2005 или 2006, с изключение на КечМания 30. За позитивните критики, мача на Голдбърг и Леснар е „подновяващ удар в кръста пълен с адреналин“, годежа на Сина е „магия, с която нито едно развлечение не може да се сравни“, Нов ден „са отлични водещи“, докато „старата отборна дивизия стана най-важната част за гледане на Първична сила“ заради завръщането на Хардитата.

## Последствия

### Първична сила
На следващата вечер на Първичната сила след КечМания, шоуто започва с песнопенията „Гробаря“ и „Роуман не става“ от публиката, които са прекъснати от Роуман Рейнс, като звука на публиката отново е намален." След като публиката обижда Рейнс с освирквания и минути безмилостни песнопения—„Изтрий“, „Майната ти, Роуман“, „Не ставал“, „Задник“, „Роуман не става“, „Млъквай подяволите“, и „Махай се“; Рейнс напуска ринга, след като казва само „Това е моята долина сега!“ Много от враждебността на тълпата възниква от спекулациите, че КечМания 33 е последната на Гробаря, както и заради дългата съпротива на феновете срещу Рейнс. След този сегмент, коментаторите на WWE описват тълпата след КечМания като „нетрадиционни фенове“, които може да са за тези, които обикновено освиркват и освиркват тези, които не би трябвало „за забавление“. Това са подобни коментари от предишната година за тълпата след КечМания 32, която The A.V. Club описва като „агресивните“ и снизходително „отричащи“ фенове на WWE, засягайки хардкор феновете.
По-късно в шоуто, новия Универсален шампион Брок Леснар излиза с Пол Хеймън. Хейман обявява, че Голдбърг няма да бъде видян отново и обръщат вниманието си към Роуман Рейнс, намеквайки за мач между двамата, след като Леснар е единствения друг, побеждавал Гробаря на КечМания. Вместо това Броун Строуман излиза, твърдейки че след като е приключил с Рейнс, с който враждува преди КечМания, той идва за Леснар и неговата Универсална титла. След шоуто, Голдбърг се появява на Първичен глас, говорейки с публиката, твърдейки че мача му срещу Леснар би бил неговия последен, но казва че може да се завърне.
Люк Галоус и Карл Андерсън получават своя реванш за Отборните титли на Първична сила, но Хардитата ги запазват. По-късно, Сезаро и Шеймъс побеждава Ензо Аморе и Големият Кас, ставайки главни претенденти за Отборните титли. Също в отборната дивизия, след като нямат мач на КечМания, тъйче като са водещи, Нов ден обявяват отворено предизвикателство. Възраждане (Скот Доусън и Даш Уайлдър) от NXT правят своя дебют в главния състав, отговаряйки на предизвикателството, побеждавайки Нов ден; след победата им, продължават да пребиват Нов ден. Кофи Кингстън претъртява травма по време на пребиването, което довежда до операция.
По-късно е обявено, че Крис Джерико ще получи своя реванш срещу Кевин Оуенс за Титлата на Съединените щати на Разплата. В главния мач на Първична сила, Джерико трябва да се бие заедно със Сет Ролинс срещу Оуенс и Самоа Джо. Обаче, Джерико е нападнат зад кулисите от Оуенс и Джо, което не му позволява да се бие. Партньора на Ролинс е заместен със завръщащия се Фин Балър (от последния му телевизионен мач на Лятно тръшване 2016) и побеждават Оуенс и Джо.
В женската дивизия, шампионката при жените на Първична сила, Саша Банкс и Дейна Бруук побеждават Шарлът Светкавицата, Ная Джакс и завръщащата се Ема. В полутежката дивизия, на 205 На живо, Они Лоркан от NXT прави своя дебют в главния състав, но е победен от Рич Суон.
Председателят на WWE Винс Макмеън се появява и обявява, че дъщеря му Пълномощника на Първична сила няма да се появява по телевизията за определено време, след като тя счупва маса по време на мача на Ролинс и Трите Хикса на КечМания. Тогава той обявява, че след като Мик Фоли е уволнен като Главен мениждър а Първична сила, член на Залата на славата на WWE за 2017 Кърт Енгъл е новия Главен мениджър. Също обявява, ще се проведе „Суперзвездно разменяне“ следващата седмица между Първична сила и Разбиване, където Гланвите мениджъри могат да правят размени, сделки и други ходове за техните кечисти.

### Разбиване
На Разбиване след КечМания, новия шампион на WWE Ренди Ортън е предизвикан на мач „Къща на ужасите“ от Брей Уайът, което Ортън приема. Впоследствие Ортън и Уайът се сбиват. Завръщащия се Ерик Роуън помага на Уайът. Люк Хартър излиза и помага на Ортън. В главния мач, Ортън и Харпър побеждават Уайът и Роуън в отборен мач.
Миз и Марис отговарят на предложението за брак на Джон Сина към Ники Бела, твърдейки че е било заради тях. По-късно Миз и Марис излизат на ринга с музиката на Сина, облечени като Сина и Ники. Подигравайки се с това, че Сина и Ники ще отсъстват след КечМания, твърдят че са напуснали WWE за да отидат в Холивуд. Докато си тръгват, те са прекъснати от дебюта в главния състав на Шинске Накамура от NXT. Шинске няма мач, дори е говори, обаче побеждава Долф Зиглър в тъмен мач след 205 а живо, което се излъчва след Разбиване.
В женската дивизия, Алекса Блис губи в реванша си от шампионката при жените на Разбиване Наоми.
В мач без заложба, Барън Корбин побеждава Интерконтиненталния шампион Дийн Амброуз в Уличен бой. Също по средата на шоуто, Кърт Хокинс прави отворено предизвикателство, което е прието от дебюта в главния състав на Тай Дилинджър от NXT, който побеждава Хокинс. На 5 април Саймън Гоч от Водевиланс е освободен от WWE, разделяйки отбора.
Пълномощникът на Разбиване Шейн Макмеън излиза за да говори за „Суперзвездното разменяне“. Прекъснат е от Ей Джей Стайлс, който казва, че иска да остане в Разбиване. Тогава Стайлс се ръкостиска с Шейн в знак на уважение след техния мач на КечМания.

## Резултати
| №                                                                                     | Резултати | Правила                                                                     | Време |
| ------------------------------------------------------------------------------------- | --- | --------------------------------------------------------------------------- | ----- |
| 1П                                                                                    | Невил (ш) победи Остин Ейрис                                                                                             | Индивидуален мач за Титлата в полутежката категория                         | 15:40 |
| 2П                                                                                    | Моджо Роули печели, последно елиминирайки Джиндър Махал                                                                  | Кралска битка за Трофея в памет на Андре Гиганта                            | 14:07 |
| 3П                                                                                    | Дийн Амброуз (ш) победи Барон Корбин                                                                                     | Индивидуален мач за Интерконтиненталната титла                              | 10:55 |
| 4                                                                                     | Ей Джей Стайлс победи Шейн Макмеън                                                                                       | Индивидуален мач                                                            | 20:35 |
| 5                                                                                     | Кевин Оуенс победи Крис Джерико (ш)                                                                                      | Индивидуален мач за Титлата на Съединените щати                             | 16:20 |
| 6                                                                                     | Бейли (ш) победи Шарлът Светкавицата, Саша Банкс и Ная Джакс                                                             | Елиминационен мач Фатална четворка за Титлата при жените на Първична сила   | 12:08 |
| 7                                                                                     | Харди бойз (Джеф Харди и Мат Харди) победиха Люк Галоус и Карл Андерсън (ш), Сезаро и Шеймъс и Ензо Аморе и Големият Кас | Отборен мач Фатална четворка със стълби за Отборните титли на Първична сила | 11:05 |
| 8                                                                                     | Джон Сина и Ники Бела победиха Миз и Марис                                                                               | Смесен отборен мач                                                          | 9:40  |
| 9                                                                                     | Сет Ролинс победи Трите Хикса (със Стефани Макмеън)                                                                      | Несанкциониран мач                                                          | 25:30 |
| 10                                                                                    | Ренди Ортън победи Брей Уайът (ш)                                                                                        | Индивидуален мач за Титлата на Федерацията                                  | 10:30 |
| 11                                                                                    | Брок Леснар (с Пол Хеймън) победи Голдбърг (ш)                                                                           | Индивидуален мач за Универсалната титла                                     | 4:45  |
| 12                                                                                    | Наоми победи Алекса Блис (ш), Кармела (с Джеймс Елсуърт), Мики Джеймс, Наталия и Беки Линч                               | Мач Шесторно предизвикателство за Титлата при жените на Разбиване           | 5:35  |
| 13                                                                                    | Роман Рейнс победи Гробаря                                                                                               | Мач без ограничения                                                         | 23:00 |
| - (ш) – указва шампиона/шампионите в мача - П – показва, че мача се случи преди шоуто | |                                                                             |       |

1. ↑  Ред на елиминации от първия елиминиран: Примо, Калисто, Саймън Гоч, Хийт Слейтър, Джей Усо, Златен прах, Конър, Грамадата, Виктор, Броун Строуман, Кърт Хокинс, Ар Труф, Райно, Ейдън Инглиш, Къртис Аксел, Джими Усо, Джейсън Джордан, Чад Гейбъл, Тайлър Брийз, Фанданго, Син Кара, Марк Хенри, Тиан Бинг, Епико, Бо Далас, Аполо Крус, Долф Зиглър, Люк Харпър, Тайтъс О'Нийл, Сами Зейн, Килиан Дейн и Джиндър Махал